# Crash du vol Léopoldville-Bruxelles
Ne doit pas être confondu avec Crash du vol Bruxelles-Léopoldville.
Le crash du vol Léopoldville-Bruxelles désigne un accident aérien survenu le 13 mai 1948 près de Magazini, dans ce qui était alors le Congo belge, lorsqu'un Douglas DC-4 de la compagnie aérienne belge Sabena immatriculé OO-CBE, s'écrasa lors de sa phase de descente vers l'escale technique prévue à l'aéroport de Libenge (avec Bruxelles pour destination finale), à la suite d'une tornade (en réalité, une forte tempête avec rafales d'air descendantes). L'avion toucha la cime des arbres et plongea dans la dense forêt équatoriale, se disloquant et brûlant dans un incendie.
L'appareil transportait 32 personnes dont 7 membres d'équipage et seul un passager survécu à l'écrasement. Ce fut l'un des trois crashs mortels que connut la Sabena lors de l'année 1948, avec celui du vol Bruxelles-Londres le 2 mars et celui du vol Manono-Elizabethville le 31 août. 